# 4489 Dracius
4489 Dracius este o planetă minoră (asteroid), cu un diametru de 76,595 km, din Asteroid troian al lui Jupiter. A fost descoperită pe 15 ianuarie 1988 la observatorul Lowell⁠(d) de Edward L. G. Bowell și a fost numită după Dracius⁠(d). 
Obiectul prezintă o orbită caracterizată de o semiaxă mare de 5,2184415 UAi, o excentricitate de 0,0574, o înclinație de 22,22365 ° în raport cu ecliptica.